# 쥐스탱 아호마데그베토메탱

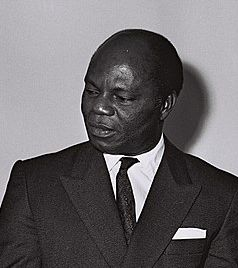
쥐스탱 아호마데그베토메탱 (1964년)

쥐스탱 아호마데그베토메탱(프랑스어: Justin Ahomadégbé-Tomêtin, 1917년 1월 16일~2002년 3월 8일)은 베냉에서 다호메이로 알려졌을 때 가장 활동적인 정치인이었다. 그는 다호메이의 어느 지역에 살고 있는지에 따라 권력이 좌우되는 정치판에서 일어났다. 그는 1959년 4월부터 1960년 11월까지 다호메이 국회의장을 역임했고 1964년부터 1965년까지 총리 겸 부통령을 역임했다.
아호마데그베는 아호마데그베, 위베르 마가 및 수루 미강 아피티라는 세 명의 주요 정치인이 사무실을 순환하는 시스템의 일부로 대통령이 되었다. 마가는 1972년 5월 7일 아호마데그베에게 평화롭게 권력을 넘겨주었다. 1972년 10월 26일, 그는 마티외 케레쿠가 주도한 쿠데타로 타도되었다. 세 사람 모두 1981년까지 가택 연금 상태에 있었다.

## 독립과 반대

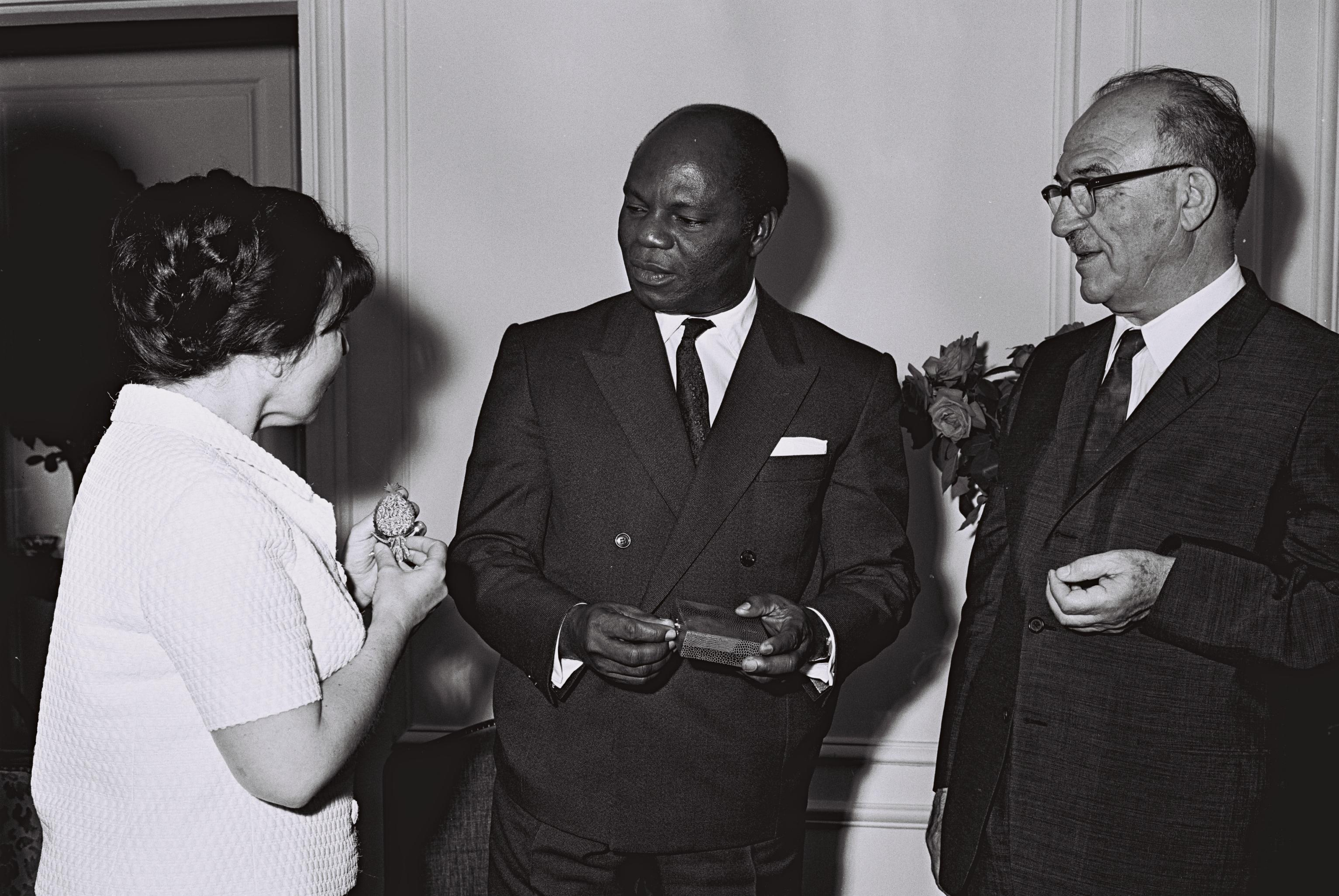
1964년 아호마데그베토메탱과 이스라엘 총리인 레비 에슈콜.

1960년 8월 1일 다호메이는 독립을 했고 마가는 첫 번째 대통령이 되었다. 독립 직후, 세 정당은 "애국행동전선"으로 통합되었고 다호메이를 하나의 선거구로 선거구를 제한했다. 이 제도 하에서는, 그들은 누가 과반수를 얻든지 간에 모든 입법 의석을 차지할 후보들의 명단을 제공하게 된다. 그것은 오래 지속되지 않았다. 곧, 아호마데그베토메탱은 노조에서 탈퇴했고, 점점 늘어나는 일자리에 대한 국민들의 불만을 이용해 시위를 유발했다. 1960년 9월 그는 단일 정당 국가만이 경제 침체의 유일한 해결책이라고 주장했다. 왜냐하면 그는 막 하나에서 깨졌기 때문에, 그는 그가 이끌 다른 당을 찾고 있었다.
한편, 마가는 펠릭스 우푸에부아니가 RDD를 아프리카 민주당의 다호메이 발송으로 인정하게 만들었다. 아호마데그베토메탱은 UDD가 당의 유일한 대표라고 항상 믿어왔다.
9월말 아호마데그베토메탱은 마가가 국가발전을 촉진하고 노동계층의 복지를 보장할 수 없다는 이유로 또 한 번 파업을 시작했다고 노동조합을 설득했다. 다호메이의 수도 포르토노보와 가장 큰 도시인 코토누에서 있었던 이 파업은 너무 심각해져서 경찰들은 최루탄을 사용했고 마가가 활과 화살을 들고 밤거리를 순찰하며 몇몇 충실한 북부인들을 내려보냈을 때 끝이 났다. 동시에 UDD의 구성원들은 국회에서 비난의 움직임을 조직했다. 마가는 그 제안에 반대하는 데 도움을 받기 위해 아피티에게 의지했지만 결국 거부되었다.

## 후기 생애 및 사망
아호마데그베토메탱은 투옥된 뒤 1991년 전국민주화집회 표로 국회의원에 당선돼 1995년까지 복역했다. 그는 2002년 3월 8일 코토누에 있는 위베르 마가 국립대학병원 센터에서 죽을 때까지 U.D.D.를 이끌었다. 그는 오랜 시간 동안 고통 받아 왔다고 하지만 사인은 밝혀지지 않았다. 삼두정치의 마지막 사망자인 그는 3월 11일부터 7일간의 장례와 애도 기간을 받았다. 그 기간 동안 국기는 전국에 걸쳐 반기를 게양하도록 명령받았다. 케레쿠 대통령은 서거 직후 아호마데그베토메탱의 집을 방문해 "성격과 신념, 투사, 현명한 사람"이라고 치켜세웠다.

## 역대 선거 결과
| 선거명      | 직책명            | 대수 | 정당   | 득표율   | 득표수    | 결과 | 당락 |
| ----------- | ----------------- | ---- | ------ | -------- | --------- | ---- | ---- |
| 1964년 선거 | 다호메이의 부통령 | 2대  | 무소속 | 단독후보 | 42표      | 1위  |      |
| 1970년 선거 | 다호메이의 대통령 | -대  | 무소속 | 36.57%   | 200,092표 | 1위  |      |